# Ussings israndslinje

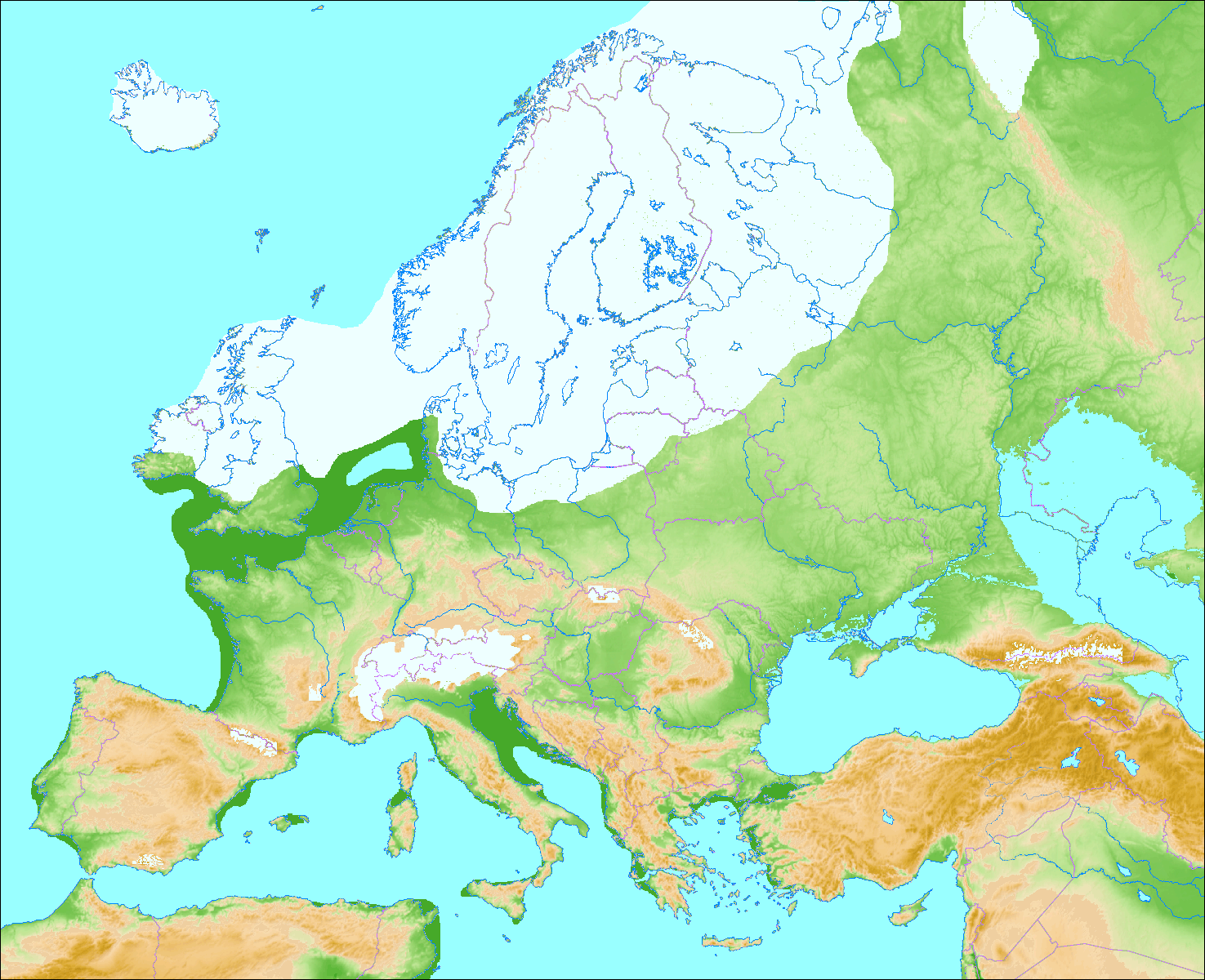
Isens största utbredning under Weichler

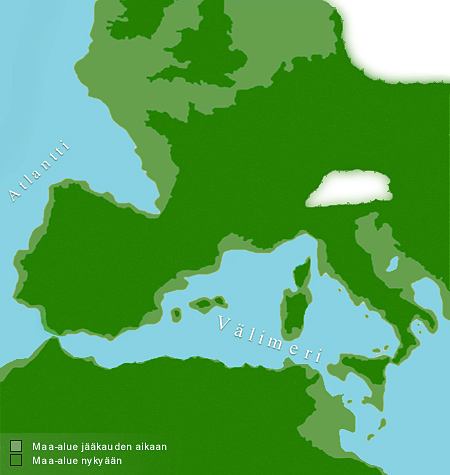
Istäckets största utbredning under Weichsel. Överst till höger anges gränsen i Västjylland nära dess nuvarande kust.

Ussings israndslinje, eller Hovedopholdslinjen, eller Hovedstilstandslinjen, är en i geologiska sammanhang viktig skiljelinje i Danmark mellan två landsformer från sen Weichselistid. Den går från Nordsjökusten på Västjylland österut till söder om Viborg och viker därefter av söderut mot Tyskland. Israndslinjen avgränsar ett kuperat område i öster/norr från isälvstvättade moränslätter i väster/söder.
Israndslinjen uppkom på grund av att utbredningen av den senaste istidens istäcke över Skandinavien stoppades av klimatändring och att glaciärisens kant under lång tid låg tämligen stilla. Norr och öster om iskanten var jordytan täckt av is och söder och väster om den var det isfritt.
Danmark har inrättat Geopark Vestjylland med Ussings israndslinje som ett viktigt tema. Geoparken sträcker sig från en bit ut i det nuvarande havet Nordsjön till Karup å ungefär mitt på Jylland i väst-östlig riktning, på ömse sidor av israndslinjen.
Gränslinjen har sitt namn efter den danske geologen Niels Viggo Ussing, som studerade Västjyllands geologi vid sekelskiftet 1800/1900 och framlade en teori om hur landskapet utformats under istiderna.
Landskapet öster och norr, respektive väster och söder om Ussings israndslinje är markant olika. Det kuperade Östjylland präglas av tunneldalar, moränbackar och ett dödislandskap. I Västjyllands västra del är landskapet nästan platt och lutar svagt ned mot Vesterhavet. De platta, sandiga jordarna där utgörs av sediment från glaciärälvarnas smältvatten. Skillnaden mellan landskapet på ömse sidor av Ussings israndslinje ger skilda förutsättningar för att driva jordbruk.